# Cámara de Diputados de la Nación Argentina
Die Cámara de Diputados de la Nación Argentina, die Abgeordnetenkammer der argentinischen Nation, ist das Unterhaus des Argentinischen Nationalkongress. Das Oberhaus des argentinischen Parlaments ist der Senat (Senado de la Nación Argentina).
Die Anzahl der Abgeordneten der Abgeordnetenkammer wird per Verhältniswahlrecht ermittelt und ist nach einem bestimmten Schlüssel auf die Provinzen verteilt, sie beläuft sich auf etwa einen Abgeordneten pro 152.000 Einwohner. Die Abgeordneten werden für vier Jahre gewählt, jeweils die Hälfte der Abgeordneten alle zwei Jahre.

## Zusammensetzung
Die Cámara de Diputados hat 257 Mitglieder. Die absolute Mehrheit liegt bei 129. Nach den Wahlen von 2023, nach der die Libertad Avanza mit Javier Milei den Präsidenten stellt, ist die Zusammensetzung folgendermaßen (Stand: Jan 2024). Die regierende Libertad Avanza verfügt über keine Parlamentsmehrheit. Sie hat Mitglieder der PRO in die Regierung (Kabinett Milei) eingebunden und verhandelt situativ mit anderen Parteien (u. a. UCR) um Mehrheiten für einzelne Vorhaben.
| Partei                                           | Sitze | Zuordnung                            |
| Regierende Parteien                              |       |                                      |
| La Libertad Avanza                               | 38    | Regierungspartei                     |
| PRO (37)                                         | 37    | Personell an der Regierung beteiligt |
| Nicht an der Regierung beteiligte Parteien       |       |                                      |
| Unión por la Patria (102)                        | 102   |                                      |
| UCR – Unión Cívica Radical (34)                  | 34    |                                      |
| Hacemos Coalición Federal (23)                   | 23    |                                      |
| Innovación Federal (9)                           | 9     |                                      |
| Frente de Izquierda y de Trabajadores Unidad (5) | 5     |                                      |
| Buenos Aires Libre (2)                           | 2     |                                      |
| Por Santa Cruz (2)                               | 2     |                                      |
| Producción y Trabajo (2)                         | 2     |                                      |
| Avanza Libertad (1)                              | 1     |                                      |
| CREO (1)                                         | 1     |                                      |
| La Unión Mendocina (1)                           | 1     |                                      |